# Islam Safarli
Pour les articles homonymes, voir Safarli.
Islam Safarli (en azéri: İslam Əhməd oğlu Səfərli; né le 12 février 1923 dans le village de Shakerabad près de la ville de Nakhitchevan et mort le 6 novembre 1974 à Bakou) est un écrivain, poète et dramaturge soviétique azerbaïdjanais, Artiste émérite de la RSS d'Azerbaïdjan.

## Biographie
Islam Safarli est né dans une famille paysanne. Il est publié dans le journal régional étant lycéen depuis 1940.
Pendant la guerre, Islam Safarli sert dans le renseignement depuis le 11 mars 1942. À partir de novembre 1942, il est sur les fronts du Caucase du Nord et du 4e front ukrainien. Safarli participe à la libération de l'Ukraine et de la Crimée, traverse le Syvach, prend part à l'assaut du mont Sapoune. Ces événements sont ensuite reflétés dans certains de ses poèmes.

## Parcours professionnel
De retour dans son pays natal, Islam Safarli étudie à la faculté du journalisme de l'université d'État d'Azerbaïdjan et en sort diplômé en 1951. Il travaille comme journaliste dans les publications Сharg gapysy, Jeunesse d'Azerbaïdjan et Journal littéraire (azerb.) Rus.
De 1953 à 1959, il est rédacteur à la radio d'État, responsable des programmes littéraires et dramatiques. En 1960-1973 Safarli est consultant pour l'Union des écrivains d'Azerbaïdjan  sur la dramaturgie et la poésie, dirige la section de dramaturgie. Il aide des jeunes auteurs.

## Œuvre
Islam Safarli travaille activement pendant plus de trente ans. Il écrit de nombreux poèmes, pièces de théâtre, œuvres dramatiques, essais, nouvelles, livrets, scénarios de films, et a traduit les œuvres d'écrivains russes et turcs en azerbaïdjanais.
I. Safarli publie sa première pièce de théâtre, Le bien et le mal (1948), basée sur le poème de Nizami Ganjavi et le livre Le Chant de Mingachevir (1950) alors qu'il est encore étudiant.
L'une des premières collections de Safarli a été Murmurez, les vagues (1956), Haleine de la vie. Safarli décrit le travail des ouvriers, des agriculteurs collectifs et de l'intelligentsia.
Les poèmes Dévotion à notre armée, Jeunesse littéraire, Les Treizièmes, Soyez sûr, père !, et Deux Saules sont dédiés à la Grande Guerre patriotique, et l'œuvre Fleurs fraîches est écrite à la mémoire du général de division Hazi Aslanov, deux fois Héros de l'Union soviétique. La maison d'édition "Écrivain soviétique" publié en russe le livre Chant sur l’éternel de Safarli.
Les œuvres du poète sont également dédiées aux pétroliers de la mer Caspienne, cultivateurs de coton et vignerons, laboureurs et bergers, à la nature de l'Azerbaïdjan -La Source de Batabat, Que demander de plus.
Parmi les pièces de théâtre et les poèmes écrits par Islam Safarli figurent Ophtalmologue (1955), Cadeau commémoratif (1956), Cœur de mère (1960), La Légende de Dadagunash (1964), Notre Phare (1961) , Que dois-je faire (1962), Carrefour, etc. Ils sont dédiés aux contemporains d'Islam Safarli, médecins, géologues, étudiants, etc. Le thème principal de ces œuvres est le désir de trouver sa place dans la vie. En 1972, Safarli écrit la pièce À la croisée des chemins sur le village azerbaïdjanais contemporain.
Sur la base des œuvres de Safarli, des performances ont été mises en scène à Bakou et au Nakhitchevan, des films et des performances télévisées ont été tournés, notamment Les étoiles ne s’éteignent pas (1971) et Ophtalmologue (1985).

## Distinctions et titres
- Médaille du Courage (Russie)[3].
- Médaille pour la défense du Caucase
- Médaille pour la victoire sur l'Allemagne dans la Grande Guerre patriotique de 1941-1945
- XX ans de victoire
- Médaille Pour le travail vaillant dans la Grande Guerre patriotique 1941–1945
- Pour la distinction dans le travail

Titre honorifique:
- Ouvrier d'art honoré de la RSS d'Azerbaïdjan (1973)
- Ordre de la Gloire